# Torre Aikwood
A Torre Aikwood (também conhecida como Torre Oakwood) (em língua inglesa Aikwood Tower) é uma torre localizada em Scottish Borders, Escócia.
A torre foi protegida na categoria A do listed building, em 20 de julho de 1971.